# أنردياس ماكريس
أنردياس ماكريس (باليونانية: Αντρέας Μακρής)‏ (27 نوفمبر 1995 ببافوس في قبرص - ) هو لاعب كرة قدم قبرصي في مركز الوسط. شارك مع منتخب قبرص تحت 19 سنة لكرة القدم ومنتخب قبرص لكرة القدم. أما مع النوادي، فقد لعب مع أنورثوسيس فاماغوستا وAEP Paphos FC ‏.

## مسيرته الكروية
لعب أنردياس ماكريس خلال مسيرته الاحترافية مع 5 أندية في ثمانية مواسم وسجل خلالها 29 هدفًا ضمن 162 مباراة. حيث فاز في موسم واحد بالكأس وفي موسم واحد بالدوري.
خاض أنردياس ماكريس مسيرته مع AEP Paphos FC ‏ في موسم 2012–13 لمدة موسم واحد، مشاركًا في 14 مباراة سجل خلالها هدفين. ثم انتقل إلى نادي أنورثوسيس فاماغوستا في موسم 2013–14 واستمر معه طيلة ثلاثة مواسم، حيث شارك في 81 مباراة سجل خلالها 18 هدفًا. لينتقل بعدها إلى نادي والسول في موسم 2016–17 لمدة موسم واحد، مشاركًا في 32 مباراة سجل خلالها هدفًا واحدًا. ثم انتقل إلى نادي أبويل في موسم 2017–18 في المرة الأولى لمدة موسم واحد ثم في موسم 2019–20 لمدة موسم واحد، مشاركًا طوالها في 11 مباراة سجل خلالها 3 أهداف. هذا وانتقل لاحقًا إلى نادي أيل ليماسول في موسم 2018–19 لمدة موسم واحد، مشاركًا في 24 مباراة سجل خلالها 5 أهداف.

## وصلات خارجية
- أنردياس ماكريس على موقع الاتحاد الأوربي (الإنجليزية)
- أنردياس ماكريس على موقع قاعدة بيانات كرة القدم.إي يو (الإنجليزية)
- أنردياس ماكريس على موقع ناشيونال فوتبول تيمز (الإنجليزية)
- أنردياس ماكريس على موقع Soccerbase.com (لاعب) (الإنجليزية)
- أنردياس ماكريس على موقع Soccerway.com (الإنجليزية)
- أنردياس ماكريس على موقع عالم كرة القدم.نت (الإنجليزية)